# L'Âcre Parfum des immortelles
Pour plus de détails, voir Fiche technique et Distribution.
L'Âcre Parfum des immortelles est un film documentaire français réalisé par Jean-Pierre Thorn et sorti en 2019.

## Fiche technique
- Titre : L'Âcre Parfum des immortelles
- Réalisation : Jean-Pierre Thorn
- Scénario : Pierre Chosson et Jean-Pierre Thorn
- Musique : Serge Teyssot-Gay, Khaled Aljaramani et Xie Yugang
- Photographie : Sébastien Godefroy et Sylvain Verdet
- Son : Hadrien Bayard, Jean-Paul Bernard et Matieu Farnarier
- Montage : Emma Augier et Lucille Pierlot
- Société de production : Macalube Films
- Société de distribution : Les Acacias
- Pays d'origine :  France
- Langue originale : français
- Genre : documentaire
- Durée : 79 minutes
- Date de sortie :
  - France : 23 octobre 2019

## Distribution
- Mélissa Laveaux : voix

## Sélection
- Cinéma du réel 2019 (ParisDOC Works-in-Progress 2019)[1]